# 军事审查

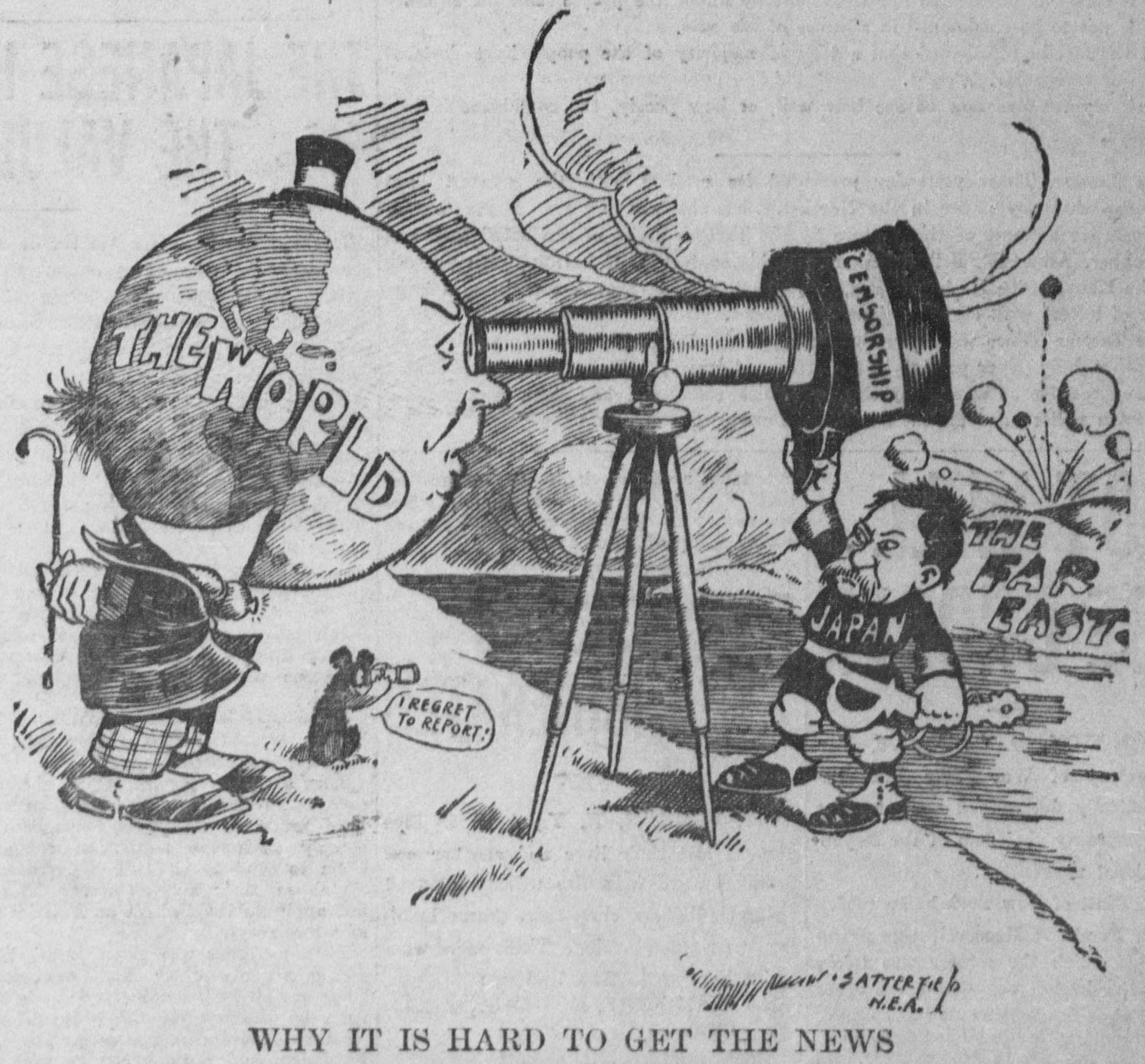
描述日本在日俄战争期间军事审查漫画（由萨特菲尔德创作）

军事审查（英語：Military censorship）是一种加密军事情报和战术并防止资讯落入敌手的反间谍方式。军事审查在战时加强。

## 美国
美国的军事审查可追溯到南北战争时期。20世纪的美军将军事审查定义为“由美军人员进行的审查”，并将军事审查分为武装审查、民事审查、战俘审查和战地新闻审查四类。

## 知名案例
- 以色列軍事審查處
- 审查办公室
- 战时信息安全计划